# Halothamnus afghanicus
Halothamnus afghanicus är en amarantväxtart som beskrevs av Kothe-heinr. Halothamnus afghanicus ingår i släktet Halothamnus och familjen amarantväxter. Inga underarter finns listade i Catalogue of Life.